# 中国驻奥什总领事馆
中华人民共和国驻奥什总领事馆，简称中国驻奥什总领事馆，是中华人民共和国派驻吉尔吉斯斯坦奥什的最高级别外交机构，位于奥什市列宁大街224号（No.282, Lenin road, Osh）。领区包括巴特肯州、贾拉拉巴德州、奥什州和奥什市。2019年8月28日起，总领事馆暂时关闭，领区业务由中华人民共和国驻吉尔吉斯共和国大使馆负责。

## 历史沿革
2011年9月14日，中华人民共和国与吉尔吉斯斯坦政府达成在奥什设立总领事馆的协议。2013年5月3日，中国驻奥什总领事馆正式开馆。2019年8月28日，总领事馆暂时关闭。